# Tayoltita
Tayoltita es una población y centro minero del estado mexicano de Durango, localizada en la región de las quebradas, es cabecera del municipio de San Dimas.

## Historia
Tayoltita tiene su origen con el descubrimiento de varias minas en el territorio que hoy conforma el municipio de San Dimas, como los cercanos Guarisamey y San Dimas, todos durante el siglo XVIII, debido a los agrestes accidentes geográficos su comunicación y acceso hacia el resto de Durango siempre han sido complicados, la riqueza minera de Tayoltita, donde se extrae principalmente oro ha permitido su supervivencia al contrario de las poblaciones ya mencionadas, donde al agotarse los recursos minerales la población prácticamente desapareció, Tayoltita fue declarada cabecera municipal de San Dimas por primera vez el 23 de febrero de 1939, pero perdió dicho carácter el 30 de noviembre de 1940 en que la cabecera retornó a San Dimas, finalmente una vez más el 23 de noviembre de 1944 fue trasladada la cabecera municipal de nuevo a Tayoltita permaneciendo de esta manera hasta la actualidad.

## Localización y población
Tayoltita está situada en la coordenadas geográficas 24°06′10″N 105°55′51″O / 24.10278, -105.93083 y a una altitud de 540 metros sobre el nivel del mar, se encuentra asentada en la rivera del río Piaxtla y en lo profundo de una quebrada formada por el río, la distribución es la típica de los poblados mineros ubicados en el fondo de barrancas en el norte de México, localizándose las casas y las calles distribuidas en forma paralela al cauce del río y en medio de los accidentes geográficos propios, Tayoltita cuenta con hospital, escuela, instalaciones deportivas y todos los servicios básicos, en parte debido al auge minero que sigue teniendo, las instalaciones minera se encuentra en el margen contrario del río Piaxtla comunicándose por medio de varios puentes, así mismo la compañía provee a sus trabajadores de instalaciones y viviendas propias. La comunicación con Tayoltita es complicada, el principal camino que la une con Durango parte de la Carretera Federal 40 a 90 kilómetros al suroeste de la ciudad de Victoria de Durango dirigiéndose primeramente a San Miguel de Cruces y luego hacia Tayoltita, el camino es sumamente accidentado, ascendiendo primeramente hasta llegar a una altitud de 2,900 metros sobre el nivel del mar, para luego descender hasta el fondo de la barranca donde se encuentra Tayoltita a solo 540 metros sobre el nivel del mar, la distancia total que lo separa de la capital del estado es de 235 kilómetros que son recorridos aproximadamente en 8 horas. Por su situación geográfica el clima y la vegetación de Tayoltita es tropical, caracterizándose por su humedad y altas temperaturas.
Según el Conteo de Población y vivienda realizado en 2005 por el Instituto Nacional de Estadística y Geografía la población total de Tayoltita es de 3,723 habitantes, de los que 1,912 son hombres y 1,811 son mujeres.